# Hypocoelotes tumidivulva
Genre
Espèce
Synonymes
- Coelotes tumidivulva Nishikawa, 1980

Hypocoelotes tumidivulva, unique représentant du genre Hypocoelotes, est une espèce d'araignées aranéomorphes de la famille des Agelenidae.

## Distribution
Cette espèce est endémique du Japon.

## Description
La femelle holotype mesure 6,60 mm et le mâle paratype 6,10 mm.

## Publications originales
- Nishikawa, 1980 : A new Coelotes (Araneae, Agelenidae) from central Japan. Journal of the Speleological Society of Japan, vol. 5, p. 38-42.
- Okumura, Shimojana, Nishikawa & Ono, 2009 : Coelotidae. The Spiders of Japan with keys to the families and genera and illustrations of the species. Tokai University Press, Kanagawa, p. 174-205.